# Colombine (Haute-Saône)
Colombine ist eine französische Gemeinde mit 601 Einwohnern (Stand 1. Januar 2022)im Département Haute-Saône in der Region Bourgogne-Franche-Comté. Sie gehört zum Arrondissement Vesoul und ist Mitglied im Gemeindeverband Communauté de communes des Monts de Gy.
Die Gemeinde entstand mit Wirkung vom 1. Januar 2025 als Commune nouvelle durch Zusammenlegung der bis dahin selbstständigen Gemeinden Choye und Villefrancon, die fortan den Status als Communes déléguées besitzen. Der Verwaltungssitz befindet sich in Choye.

## Gemeindegliederung
| Commune déléguée        | Ehemaliger INSEE-Code | PLZ   | Fläche (km²) | Einwohnerzahl (2022) |
| ----------------------- | --------------------- | ----- | ------------ | -------------------- |
| Choye (Verwaltungssitz) | 70152                 | 70700 | 14,40        | 475                  |
| Villefrancon            | 70557                 | 70700 | 05,65        | 126                  |

## Geografie
Colombine liegt etwa 39 Kilometer südwestlich von Vesoul und etwa 26 Kilometer nordwestlich von Besançon in der historischen Provinz der Franche-Comté. Das Gemeindegebiet erstreckt sich nordwestlich der Höhen der Monts de Gy. Es umfasst einen Abschnitt der leicht gewellten Landschaft südöstlich der Saône. Von Süden nach Norden wird das Gebiet von der Niederung des gleichnamigen Flüsschens Colombine durchquert, die für die Entwässerung zur Morte sorgt. Das Zentrum im Ortsteil Choye liegt auf etwa 209 m. Mit 280 m wird auf einer Anhöhe am Fuß der Monts de Gy die höchste Erhebung von Colombine erreicht. Die niedrigste wird mit 197 m im Norden beim Austritt der Columbine aus dem Gemeindegebiet gemessen.
Umgeben wird Colombine von den neun Nachbargemeinden:
| Saint-Loup-Nantouard                     | Sauvigney-lès-Gray Angirey                  | Citey     |
| Velesmes-Échevanne Velloreille-lès-Choye | Kompassrose, die auf Nachbargemeinden zeigt | Gy        |
| Cugney                                   |                                             | Charcenne |

## Sehenswürdigkeiten
| Name                     | Ort          | Bemerkungen                                                       | Bild |
| ------------------------ | ------------ | ----------------------------------------------------------------- | ---- |
| Pfarrkirche Saint-Désiré | Choye        | Neubau im 18. Jahrhundert                                         |      |
| Schloss Choye            | Choye        | 18. Jahrhundert                                                   |      |
| Schloss Villefrancon     | Villefrancon | Neubau im 18. Jahrhundert, als Monument historique eingeschrieben |      |
| Kapelle Saint-Joseph     | Villefrancon | 1729 errichtet, als Monument historique eingeschrieben            |      |

## Wirtschaft und Infrastruktur
Die Ortsteile von Colombine waren lange Zeit vorwiegend durch die Landwirtschaft (Ackerbau, Obstbau und Viehzucht) und die Forstwirtschaft geprägte Dörfer. Heute gibt es verschiedene Betriebe des lokalen Kleingewerbes, darunter eine Fabrik, die sich auf die Herstellung von Küchenutensilien spezialisiert hat. In den letzten Jahrzehnten hat sich Colombine zu einer Wohngemeinde gewandelt. Viele Erwerbstätige sind deshalb Pendler, die in den größeren Ortschaften der Umgebung ihrer Arbeit nachgehen.
Die Departementsstraße D 474, die ehemalige Route nationale 474 von Vesoul nach Gray durchquert die Gemeinde an den Ortsteilen von Ost nach West vorbei. Die Departementsstraße D 12 zweigt bei Gy von ihr ab und wird im Südosten durch das Gemeindegebiet geführt. Die D 11 verbindet den Ortsteil Choye mit der Nachbargemeinde Charcenne.
Ein Anruflinienbus verbindet die Gemeinde mit Bucey-lès-Gy und Gray.